# Адемар I (виконт Лиможа)

Виконтство Лимож на карте Франции 1030 г.

Адемар (Эймар) I (фр. Adémar I de Limoges; ум. 12 августа 1036) — виконт Лиможа и Сегюра с 1025 года.
Сын Ги I Лиможского и его жены Эммы де Сегюр. Фактически стал править Лиможем ещё при жизни отца.
В 1028 году основал бенедиктинское аббатство Беневент.
Адемар I делал щедрые пожертвования в пользу храмов и монастырей. Их богатство, в свою очередь, привлекало в Лимож многочисленных паломников, что способствовало экономическому развитию территории.
Адемар I умер 12 августа 1036 года во время паломничества в Святую землю.

## Семья
Он был женат на Сенегонде (возможно — Сенегонда д’Онэ, дочь Каделона VI виконта д’Онэ). Известно 4 их сына и дочь:
- Ги II, виконт Лиможа
- Адемар II, виконт Лиможа
- Жоффруа Бокур (ум. 1059/1067)
- Бертран
- Мелисенда.

Возможно, детьми Адемара и Сенегонды были также Бернар I, виконт де Бросс, Госбер де Лимож и не известная по имени дочь.